# Cantón de Loudes
El cantón de Loudes era una división administrativa francesa, que estaba situada en el departamento de Alto Loira y la región de Auvernia.

## Composición
El cantón estaba formado por nueve comunas:
- Chaspuzac
- Le Vernet
- Loudes
- Saint-Jean-de-Nay
- Saint-Privat-d'Allier
- Saint-Vidal
- Sanssac-l'Église
- Vazeilles-Limandre
- Vergezac

## Supresión del cantón de Loudes
En aplicación del Decreto nº 2014-162 de 17 de febrero de 2014, el cantón de Loudes fue suprimido el 22 de marzo de 2015 y sus 9 comunas pasaron a formar parte del nuevo cantón de Saint-Paulien.